# Tetiana Gorb
Tetiana Viktorivna Gorb  (ukrainska: Тетяна Вікторівна Горб; ryska: Tatiana Gorb), född den 18 november 1965 i Tjerkasy, Ukrainska SSR, Sovjetunionen, är en ukrainsk-sovjetisk före detta handbollsspelare.
Gorb tog OS-brons i damernas turnering  i samband med de olympiska handbollstävlingarna 1992 i Barcelona.